# Richard Holmström

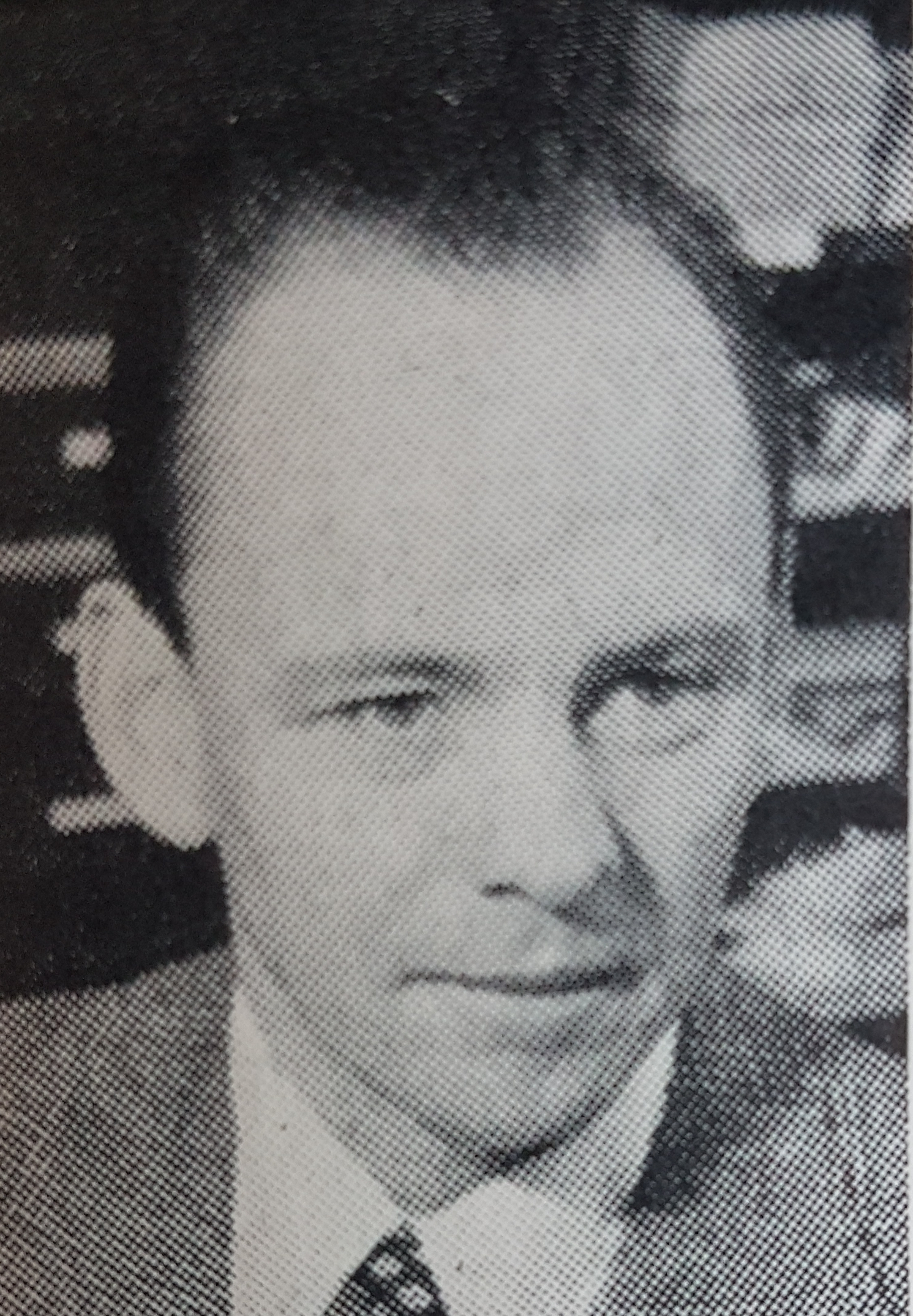
Avfotograferad porträttbild av Holmström

Bengt Pontus Richard Holmström, född 21 mars 1916 i Malmö Sankt Petri församling, Malmö död 10 november 2000 i Slottsstadens församling, Malmö, var en svensk journalist och tecknare. 
Han var son till konstnären Carl Anders Torsten Holmström och Anna Paulina Jönsson och från 1942 gift med Marianne Andersson. Efter avlagd studentexamen 1935 studerade Holmström för Sigfrid Ullman vid Göteborgs Musei-, Rit- och Målarskola 1935–1936 och genomgick samtidigt kvällskurser i teckning för Hjalmar Eldh vid Slöjdföreningens skola. Han började teckna för olika Göteborgstidningar 1937 och bedrev samtidigt studier i journalistik vid Göteborgs högskola. Han anställdes som journalist och tecknare vid Göteborgstidningen 1941 och övergick 1947 till Ny Tid där han verkade fram till 1951. Därefter var han anställd vid Göteborgs Handels- och Sjöfartstidning 1951–1954 och från 1955 medarbetare vid Allhems förlag i Malmö. Han medverkade i ett flertal samlingsutställningar i Göteborg och södra Sverige. Hans konst består förutom tidningsteckningar av motiv från naturen, stadsscener, porträtt, växter och djur vanligtvis utförda i tusch. Han har som författare och medredaktör arbetat med bildverken Göteborg 1953, Västergötland 1955, Bohuslän 1956, Värmland 1956 och minnesboken över sin far Boken om CTH. Holmström är representerad vid Göteborgs historiska museum. Han använde signaturen Dick på delar av sin produktion. Holmström är begravd på Tottarps kyrkogård.